# Herkules v New Yorku
Herkules v New Yorku (v originále Hercules in New York) je americká akční fantasy komedie, o délce 91 minut, z roku 1970.
Film je především znám díky Arnoldu Schwarzeneggerovi, přesto se film umístil na seznamu 100 nejhorších filmů v dějinách na IMDb. Byl kritizován za hrozné herecké výkony, slabé dialogy, nepřesvědčivé speciální efekty, špatné kostýmy a make-up.
Film byl vydán pod názvem Hercules Goes Bananas, později byl změněn na Hercules in New York, aby byl název více seriózní.
19. října 2006 San Francisco Chronicle oznámil, že Premiere Pictures prodává práva na film na eBay za minimálně $550,000.